# Kære Haïti
|  | Denne artikel er oprettet af botten PalnaBot ud fra en ekstern database. Den kan derfor have sproglige fejl eller mangler. Denne skabelon kan fjernes efter kontrol af indholdet. |

Kære Haiti er en dokumentarfilm instrueret af Steen Herdel efter manuskript af Steen Herdel.

## Handling
Haiti. Glade børn, smilende børn, badende børn, dansende børn, børn med Sony-kameraer indfanger i springende glimt deres sollyse, sorgløse hverdag, gadelivets farverige mylder, livets rytme, selve livsglædens pulsslag - "Jeg har set verden. Jeg har læst og studeret. Meningen med livet fandt jeg i øjnene og i smilene hos Haitis børn".